# Ulica Dolna w Warszawie

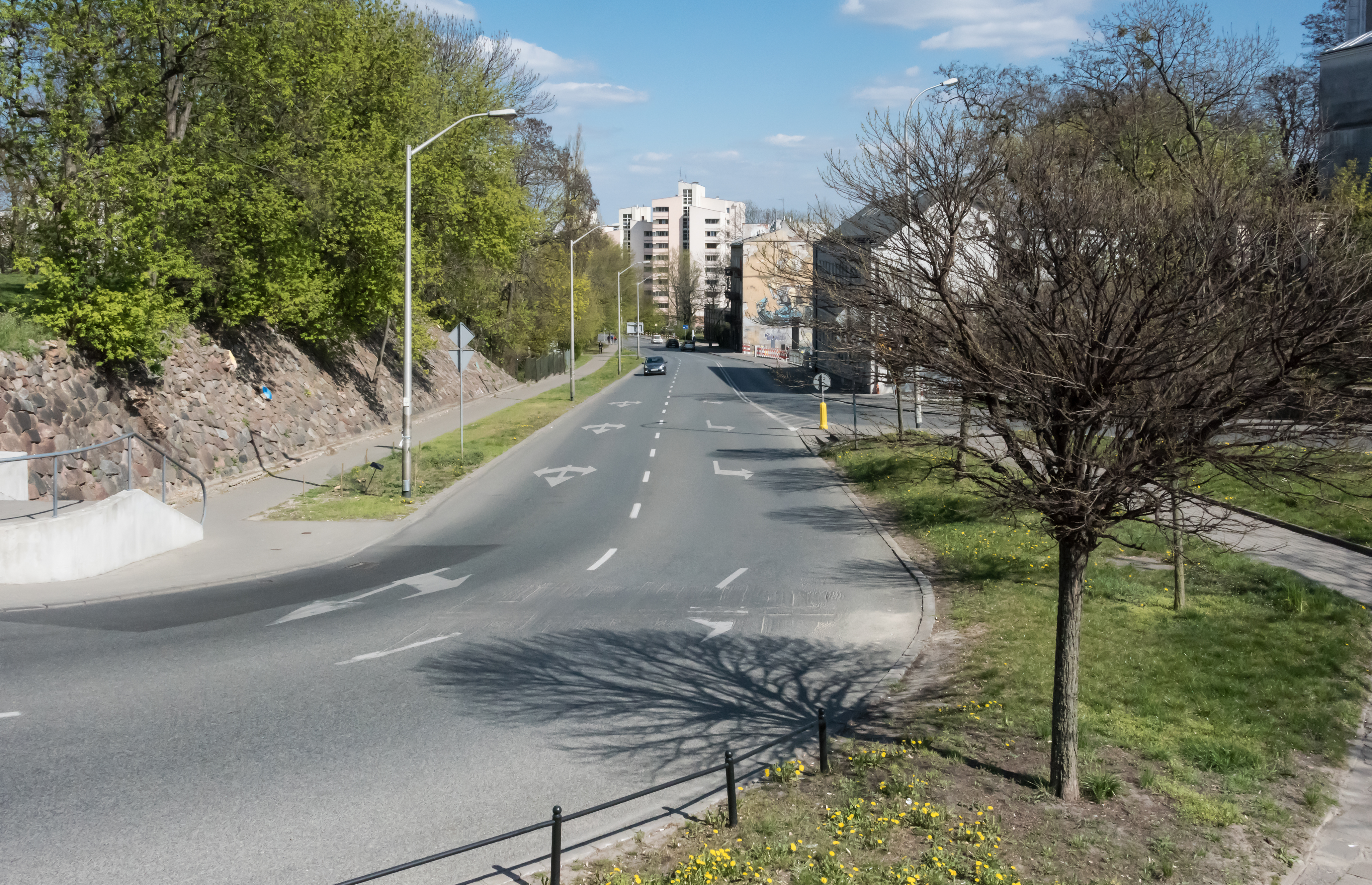
Ulica Dolna przy ul. Puławskiej

Ulica Dolna – jedna z ulic warszawskiego Mokotowa, biegnąca od skrzyżowania ulic Sobieskiego, Chełmskiej i Belwederskiej do ul. Puławskiej.

## Historia
Ulica powstała jako biegnąca wąwozem strumienia droga łącząca trakt lubelski (obecną ul. Puławską) z traktem w kierunku Czerniakowa. W XVIII wieku w pobliżu powstała cegielnia należąca do bazylianów.
Wraz ze swoim początkowym odcinkiem zwanym niegdyś ul. Książęcą (obecna ul. Chełmska) pojawiła się na mapach w roku 1808. W rejonie skarpy warszawskiej biły źródła zasilające w wodę kilka przepływających w okolicy strumieni; część z nich przepływała po obu stronach późniejszej Dolnej. Nazwa związana jest z biegiem ulicy – ze skarpy do Wisły.
Przełom stuleci przyniósł uregulowanie drogi, wraz z jednoczesnym nadaniem obecnej nazwy. Górny odcinek ulicy należał już wtedy do dóbr Mokotów; niżej położony fragment - do licznych kolonii i osiedli, takich jak Kokoszka, Efir czy Budnówka.
Najwcześniej wzniesionymi przy Dolnej obiektami były wystawione w roku 1862 u zbiegu z ul. Puławską zabudowania Instytutu Moralnie Zaniedbanych Dzieci, potem – Pogotowia Opieki dla Dzieci. Wybudowano je na tarasie wzmocnionym murem oporowym, w którym po roku 1930 umieszczono obudowę źródła w formie morskiego potwora, wykonaną z brązu. Nad nim umieszczono płaskorzeźbę przedstawiającą syrenę. Całość otoczył wykonany z granitu basen.
Przed rokiem 1914 powstały pierwsze domy mieszkalne, nacechowane skromną stylistyką przedmieść Warszawy. W 1916 ulica razem z tą częścią Mokotowa została włączona do miasta. W późniejszych latach zbudowano kanalizację, powstało także elektryczne oświetlenie ulicy. Pojawiły się też zakłady przemysłowe - wyczuwalna w całej okolicy fabryka eteru Synthesa oraz Fabryka Wyrobów Galanteryjnych „Trocas”. Po roku 1930 wybudowano jeszcze gmach szkoły powszechnej oraz kilka kamienic czynszowych.
We wrześniu 1939 zniszczeniu uległa część hali fabryki Synthesa, odbudowanej w latach 1940–1941.
W 1944 zabudowa ulicy została spalona. Po roku 1945 rozebrano część uszkodzonych kamienic oraz zabudowania obu fabryk. Ocalał gmach Instytutu Higieny Psychicznej pod nr. 42, w okresie powojennym częściowo nadbudowany i pozbawiony wystroju architektonicznego. W latach 1963–1967 przy ulicy powstały bloki mieszkalne nowych osiedli mieszkaniowych: Dolna-Piaseczyńska, Dolna-Sobieskiego i Dolna-Belwederska.

## Ważniejsze obiekty
- XLIV Liceum Ogólnokształcące im. Stefana Banacha (nr 6)
- Młodzieżowy Ośrodek Wychowawczy nr 4 (nr 19)
- Ośrodek Leczenia Specjalistycznego Samodzielnego Wojewódzkiego Zespołu Publicznych Zakładów Psychiatrycznej Opieki Zdrowotnej (nr 42)
- Staw pod Warszawianką
- Kościół św. Michała Archanioła (ul. Puławska 85)